# Amstel Gold Race femenina
L'Amstel Gold Race femenina és una cursa ciclista femenina d'un dia que es disputa a la província de Limburg, als Països Baixos. Creada el 2001, en paral·lel a la seva homònima masculina, el 2003 va formar part del calendari de la Copa del món de ciclisme en ruta femení. Aquell mateix any es va disputar la seva última edició, fins al 2017, que es va recuperar i és una de les proves de l'UCI Women's WorldTour.
La primera vencedora fou la neerlandesa Debby Mansveld.

## Palmarès
| Any  | Vencedor             | Segon                | Tercer                                    |         |
| ---- | -------------------- | -------------------- | ----------------------------------------- | ------- |
| 2001 | Debby Mansveld       | Mirjam Melchers      | Leontien van Moorsel                      |         |
| 2002 | Leontien van Moorsel | Mirjam Melchers      | Katherine Bates                           |         |
| 2003 | Nicole Cooke         | Olivia Gollan        | Edita Pučinskaitė                         |         |
| 2017 | Anna van der Breggen | Lizzie Deignan       | Annemiek van Vleuten Katarzyna Niewiadoma |         |
| 2018 | Chantal Blaak        | Lucinda Brand        | Amanda Spratt                             |         |
| 2019 | Katarzyna Niewiadoma | Annemiek van Vleuten | Marianne Vos                              |         |
| 2020 | suspesa              | suspesa              | suspesa                                   | suspesa |
| 2021 | Marianne Vos         | Demi Vollering       | Annemiek van Vleuten                      |         |
| 2022 | Marta Cavalli        | Demi Vollering       | Liane Lippert                             |         |
| 2023 | Demi Vollering       | Lotte Kopecky        | Shirin van Anrooij                        |         |
| 2024 | Marianne Vos         | Lorena Wiebes        | Ingvild Gåskjenn                          |         |
| 2025 |                      |                      |                                           |         |